# Diocese de Irecê
A Diocese de Irecê (Dioecesis Irecensis) é uma circunscrição eclesiástica da Igreja Católica no estado brasileiro da Bahia, pertencente ao Regional Nordeste III da CNBB, e na jurisdição da Província Eclesiástica de Feira de Santana.
A Diocese de Irecê é composta pelos seguintes municípios: Irecê, Seabra, Lençóis, Palmeiras, Morro do Chapéu, Iraquara, Souto Soares,  América Dourada, João Dourado, Mulungu do Morro, Cafarnaum, Presidente Dutra, Uibaí,   Central, Jussara, São Gabriel, Lapão, Ibititá, Ibipeba, Barra do Mendes, Barro Alto e Canarana.

## Administração
Bispos locais:
|        | Nome                         | Período   | Notas                                         |
| Bispos | Bispos                       | Bispos    | Bispos                                        |
| ------ | ---------------------------- | --------- | --------------------------------------------- |
| 5º     | Antônio Ederaldo de Santana, | 2023-     | Atual                                         |
| 4º     | Tommaso Cascianelli, CP      | 2000-2023 |                                               |
| 3º     | João Maria Messi, OSM        | 1995-1999 | Nomeado Bispo de Barra do Piraí-Volta Redonda |
| 2º     | Edgar Carício de Gouvêa      | 1983-1994 |                                               |
| 1º     | Homero Leite Meira           | 1980-1983 |                                               |